# Вуде, Джордж Ванде
Джордж Ф. Ванде Вуде (англ. George F. Vande Woude; 25 декабря 1935, Бруклин — 13 апреля 2021, Гранд-Рапидс) — американский онколог, директор Исследовательского института Ван Андела в Мичигане, изучающего рак молочной железы.

## Биография
Ванде Вуде окончил Университет Рутгерса со степенью магистра (1962) и доктора философии (1964). Его научным руководителем был доктор Фрэнк Ф. Дэвис. С 1964 по 1972 год он работал научным сотрудником в Центре болезней животных Министерства сельского хозяйства США.
Ванде Вуде поступил на работу в Национальный институт онкологии (англ. NCI) в 1972 году и работал там в течение 28 лет. С 1983 года он в течение 15 лет возглавлял Фридерикскую национальную лабораторию исследований рака Национального института онкологии. Он был директором отдела фундаментальных наук в Национальном институте онкологии, когда его наняли возглавить новый Исследовательский институт Ван Андела (англ. VARI). В 1998 году он стал первым директором и научным сотрудником VARI и работал там до 2009 года.

## Научная работа
В 1984 году Ванде Вуде открыл онкоген c-Met, который мутирует при многих видах рака, и охарактеризовал его как рецепторную тирозинкиназу. В настоящее время c-Met является мишенью многих разрабатываемых противораковых препаратов. Его лаборатория также обнаружила онкоген англ. MOS. Всего за свою карьеру он был соавтором 297 публикаций.

## Награды
- 1993 — академик Национальной академии наук.
- 2006 — академик Американской академии искусств и наук.
- 2013 — академик Американской ассоциации исследований рака[англ.][4].